# 万寿岩遗址
万寿岩遗址位于中华人民共和国福建省三明市三元区岩前镇岩前村，是旧石器时代人类活动遗址，2001年被列为第五批全国重点文物保护单位。
万寿岩是一座孤立的石灰岩小山峰，山上有船帆洞、灵峰洞、龙津洞等溶洞，山南是一片临水的小盆地，适合古人类居住。在灵峰洞出土了打制石器和动物化石，钙板铀系测年为距今18.5±1.3万年。船帆洞出土的打制石器和动物化石年代距今约3万～2万年。万寿岩遗址填补了福建旧石器时代人类活动遗址的空白，具有重要的研究价值。